# Liste der Monuments historiques in Jours-lès-Baigneux
Die Liste der Monuments historiques in Jours-lès-Baigneux führt die Monuments historiques in der französischen Gemeinde Jours-lès-Baigneux auf.

## Liste der Immobilien
| Bezeichnung                   | Beschreibung                                                         | Standort          | Kennzeichnung | Schutzstatus | Datum | Bild           |
| ----------------------------- | -------------------------------------------------------------------- | ----------------- | ------------- | ------------ | ----- | -------------- |
| Château de Jours-lès-Baigneux | Schloss, 16. Jahrhundert; Südfassade entworfen von Sebastiano Serlio | Grande Rue (Lage) | PA00112497    | Classé       | 1964  | weitere Bilder |